# Manuel Salvat i Xivixell
Manuel Salvat i Xivixell (Barcelona, 13 de gener de 1842 - 16 de febrer de 1901) va ser un editor i tipògraf català. Va ser el fundador de l'Editorial Salvat.

## Biografia
Fill de Jordi Salvat Solé, sastre de professió, i Antònia Xivixell Bagá, naturals de Barcelona. Va entrar d'aprenent en la impremta Magriñá y Subirana i una vegada après l'ofici va regentar la impremta de Jaume Jepús, d'on va passar a la dels germans Espasa.
Es va casar el 22 de març de 1872 amb Magdalena Espasa i Anguera, germana de Josep i Pau, amb els quals va crear la societat editorial Espasa y Cía. en 1881. En 1897 es va separar dels seus socis i cunyats i va fundar el seu propi establiment editorial, associant-se amb el seu fill Pau Salvat i Espasa, anomenat Salvat e Hijo, que va ser l'empresa antecessora de Salvat Editores S.A.
En 1898 cofundà l'Institut Català de les Arts del Llibre.
En morir en 1901, el seu fill Pau Salvat i Espasa va assumir la direcció de l'editorial.